# 真言律宗
真言律宗（日语：／ shingonrisshū）是日本佛教宗派之一，以真言密教的宗義為基礎，兼修律教的一派。

## 宗祖
- 宗祖：興正菩薩叡尊
- 高祖：弘法大師 空海

## 沿革
鎌倉時代，叡尊復興西大寺作為密・律兼修的道場。
1872年（明治5年），明治政府整理諸宗派之際，將真言律宗統合於真言宗之內。1895年（明治28年），真言律宗從真言宗獨立。

## 寺格
同级别寺庙排名不分先后。
- 總本山　西大寺（奈良市）
- 大本山　寶山寺（奈良縣生駒市）
- 別格本山　一之室院（塔頭）、護國院（塔頭）、稱名寺（橫濱市金澤區）、教興寺（大阪府八尾市）、久修園院（大阪府枚方市）、國分寺（愛媛縣今治市）、法華寺（今治市）、蓮華院誕生寺（熊本縣玉名市）
- 由緒寺　極樂寺（神奈川縣鎌倉市）、放生院（京都府宇治市）、岩船寺（京都府木津川市）、淨瑠璃寺（木津川市）、海龍王寺（奈良市）、不退寺（奈良市）、般若寺（奈良市）、元興寺極樂坊（奈良市）、元興寺小塔院（奈良市）、白毫寺（奈良市）、額安寺（奈良縣大和郡山市）
- 其他寺院　長弓寺（生駒市）、長福寺（生駒市）、圓證寺（生駒市）

## 教育機關
- 興法學院
- 種智院大學（協同經營）
- 洛南高等學校・附屬中學校（協同經營）

## 關連項目
- 唐招提寺
- 延曆寺（大乘戒壇）